# 705
705 (DCCV) var ett normalår som började en torsdag i den julianska kalendern.

## Händelser

### Mars
- 1 mars – Sedan Johannes VI har avlidit den 11 januari väljs Johannes VII till påve.[1]

## Födda
- Cui Yuan, kinesisk kansler.

## Avlidna
- 11 januari – Johannes VI, påve sedan 701.
- Wu Zetian, regerande kejsarinna av Kina.